# 이규회
이규회(1970년 1월 30일 ~ )는 대한민국의 배우이다.

### 드라마
- 2021년 JTBC 금토드라마 《괴물》 ... 강진묵 역
- 2022년 MBC 금토드라마 《트레이서》 ... 이기동 역
- 2022년 MBC 금토드라마 《트레이서 시즌2》 ... 이기동 역
- 2022년 tvN 월화드라마 《링크:먹고 사랑하라, 죽이게》 ... 한의찬 역
- 2022년 MBC 월요 4부작 드라마《멧돼지 사냥》 ... 진국 역
- 2022년 JTBC 금토일드라마 《재벌집 막내아들》 ... 윤동수 역
- 2023년 KBS2 월화드라마 《어쩌다 마주친, 그대》 ... 백희섭 역
- 2023년 JTBC 수목드라마 《나쁜 엄마》 … 삼식을 협박하던 동네 건달 역 (특별출연)
- 2023년 SBS 금토드라마 《악귀》 … 김치원 역
- 2023년 Netflix 오리지널 드라마 《D.P. 시즌2》 … 양두관 역
- 2023년 Netflix 오리지널 드라마 《정신병동에도 아침이 와요》 … 김서완의 아버지 역
- 2024년 tvN 토일드라마 《세작, 매혹된 자들》 ... 박종환 역
- 2024년 tvN 토일드라마 《감사합니다》 … 신차일의 아버지 역
- 2024년 SBS 금토드라마 《지옥에서 온 판사》 … 나영진 역

### 연극
- 1989년 연극 《맥베드》
- 2005년 연극 《선착장에서》 ... 규회 역
- 2009년 연극 《너무 놀라지마라》 ... 시아버지 역
- 2009년 연극 《너무 놀라지마라》 ... 시아버지 역
- 2010년 연극 《너무 놀라지마라》 (의정부) ... 시아버지 역
- 2010년 연극 《아리랑》 ... 만복 역
- 2011년 연극 《12인》 ... 7번 역
- 2012년 연극 《전명출 평전》 ... 길식 역
- 2013년 연극 《청춘예찬》 ... 아버지 역
- 2013년 연극 《청춘예찬》 ... 아버지 역
- 2014년 연극 《그 집 빌라에서 우리는》 ... 대본 연출 역

### 영화
- 2007년 영화 《새끼여우》
- 2009년 영화 《감자 심포니》 ... 백이 역
- 2010년 영화 《뭘 또 그렇게까지》... 송 교수 역
- 2014년 영화 《산타바바라》 ... 용락 역
- 2017년 영화 《실종 2》 ... 장삐리 역
- 2018년 영화 《게스트하우스》 ... 감독 역
- 2018년 영화 《딥》 ... 의사 역
- 2018년 영화 《늦여름》 ... 방어사장 역
- 2018년 영화 《각자의 미식》 ... 규회 역
- 2023년 영화 《어디로 가고 싶으신가요》 ... 권준경 역

### 수상
- 2004년 연출가 워크샵 남자 연기상